# Hans Herkommer
Hans Herkommer (* 24. Mai 1887 in Schwäbisch Gmünd; † 15. November 1956 in Stuttgart) war ein deutscher Architekt.

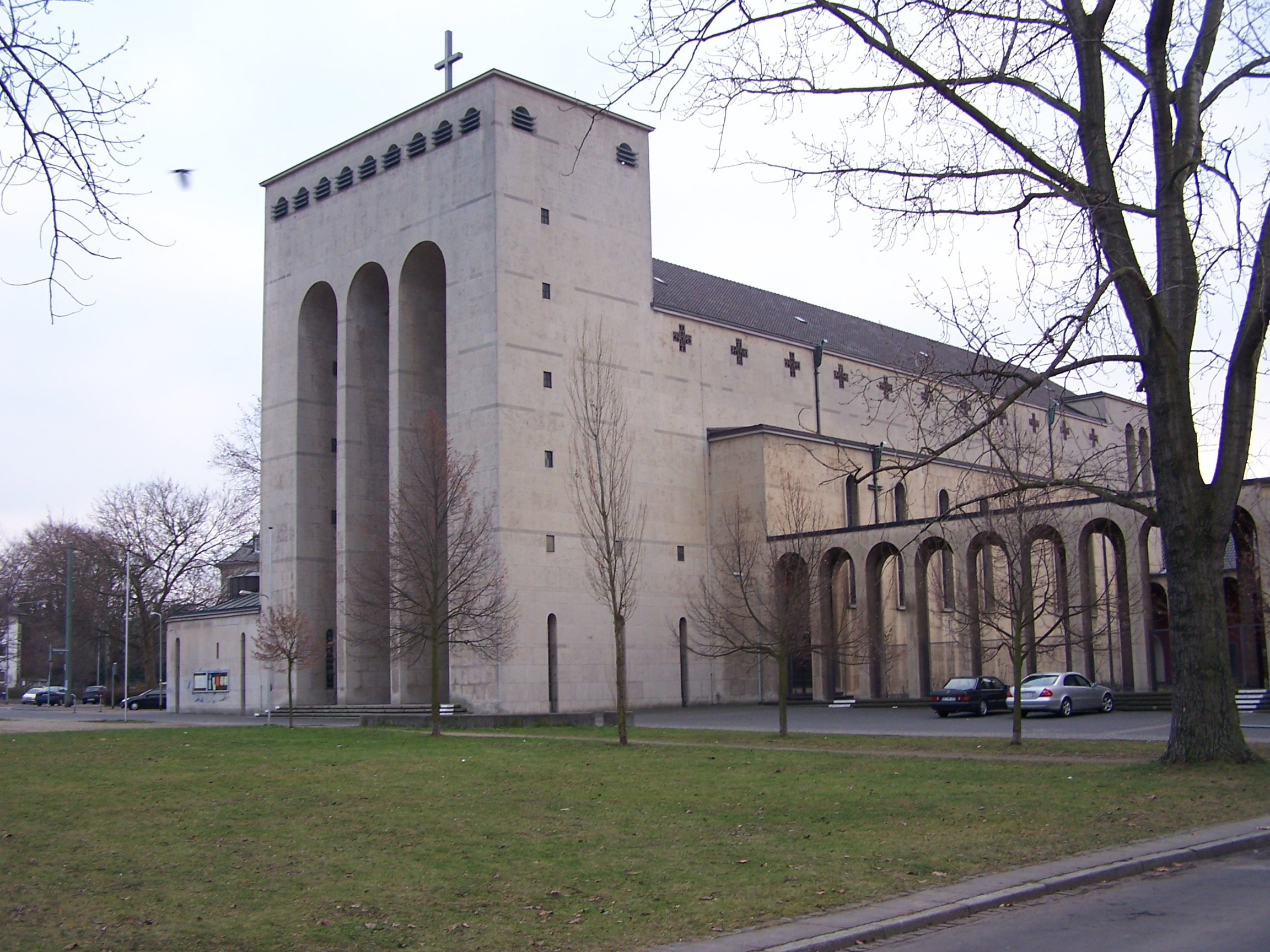
Frauenfriedenskirche in Frankfurt

## Leben
Hans Herkommer war von 1906 bis 1910 an der Technischen Hochschule Stuttgart Schüler von Theodor Fischer, Paul Bonatz und Martin Elsaesser. Während seines Studiums wurde er 1906 Mitglied der Burschenschaft Ulmia Stuttgart. In seinem anschließenden Referendariat arbeitete er auch in Sachsen, so von 1911 bis 1912 im von Hans Erlwein geleiteten Hochbauamt der Stadt Dresden. Danach war er 1913/1914 in Schwäbisch Gmünd und – nach seiner Teilnahme als Soldat am Ersten Weltkrieg – ab 1919 in Stuttgart selbständig tätig, von 1919 bis 1922 zunächst in Gemeinschaft mit dem Architekten Theodor Bulling.
Herkommer entwickelte in den 1920er Jahren eine zeittypische expressionistische Formensprache und zählte in den 1920er und 1930er Jahren neben Dominikus Böhm und Rudolf Schwarz zu den bekannten Architekten des römisch-katholischen Kirchenbaus. Nach dem Zweiten Weltkrieg arbeitete er gemeinsam mit seinem Sohn Jörg Herkommer (1923–2017).

## Bauten und Entwürfe
- 1911: Italienischer Staatspavillon auf der Internationalen Hygiene-Ausstellung in Dresden (erster bekannter Bau Herkommers; Auftrag wahrscheinlich vermittelt von Erlwein, der Vorsitzender des Bauausschusses der Ausstellung war)
- 1913–1915: römisch-katholische Pfarrkirche Neu-St. Cyriak in Straßdorf bei Schwäbisch Gmünd
- 1919: Erweiterung der römisch-katholischen Pfarrkirche in Wißgoldingen bei Schwäbisch Gmünd
- 1921: Lagerhaus der Zuckerfabrik Stuttgart AG in Münster (Stuttgart)
- 1921–1923: St. Paulusheim in Bruchsal[4]
- 1923: Erweiterung der römisch-katholischen Kirche Heilig Kreuz in Hüttlingen (Württemberg)
- 1923–1924: römisch-katholische Pfarrkirche St. Michael in Saarbrücken-St. Johann[5]
- 1923: Gebäude der Deutschen Reichsbank, heute Bundesbank, Marstallstraße, Stuttgart
- 1926: römisch-katholische Pfarrkirche St. Augustinus in Heilbronn
- 1925–1926: Geschäftshaus der Saarbrücker Landeszeitung in Saarbrücken-St. Johann; teilzerstört im Zweiten Weltkrieg, abgebrochen um 1970[6]
- 1926–1928: Rathaus Schwenningen in Villingen-Schwenningen[7]
- 1925–28: Sudhaus der Brauerei Gebr. Becker in St. Ingbert (genannt Beckerturm)[8]
- 1927–1928: Wohnhaus Max Gläser in Kaiserslautern
- 1927–1928: Krematorium in Schwenningen
- 1928–1929: römisch-katholische Pfarrkirche Zum Heiligsten Herzen Jesu (Herz-Jesu-Kirche) in Ratingen[9] (1967 abgebrochen)
- 1927–1928: römisch-katholische Heilig-Kreuz-Kirche[10] in Neuenbürg im Enzkreis
- 1927–1929: römisch-katholische Frauenfriedenskirche in Frankfurt am Main-Bockenheim, Zeppelinallee
- 1928–1929: römisch-katholische Pfarrkirche St. Joseph in Schömberg im Schwarzwald[11]
- 1928–1930: römisch-katholische Pfarrkirche St. Antonius von Padua in Schneidemühl, heute Piła[12]
- 1929–1930: römisch-katholische Pfarrkirche St. Anna in St. Wendel[13]
- 1930–1933 Erzbischöfliches Gymnasial-Konvikt St. Fidelis in Sigmaringen
- 1932: römisch-katholische Pfarrkirche St. Antonius in Stuttgart-Kaltental
- wohl vor 1933: Gebäude der Murgtal-Brauerei in Gaggenau
- 1934–1935: römisch-katholische Pfarrkirche St. Cäcilia in Mosbach
- 1936–1937: römisch-katholische Kirche Maria Hilfe der Christen in Kressbronn am Bodensee
- 1937–1940: Standortlazarett in Tübingen
- 1953: römisch-katholische Pfarrkirche St. Michael in Stuttgart-Sillenbuch
- 1956–1957: römisch-katholische Pfarrkirche St. Salvator in Stuttgart-Weilimdorf

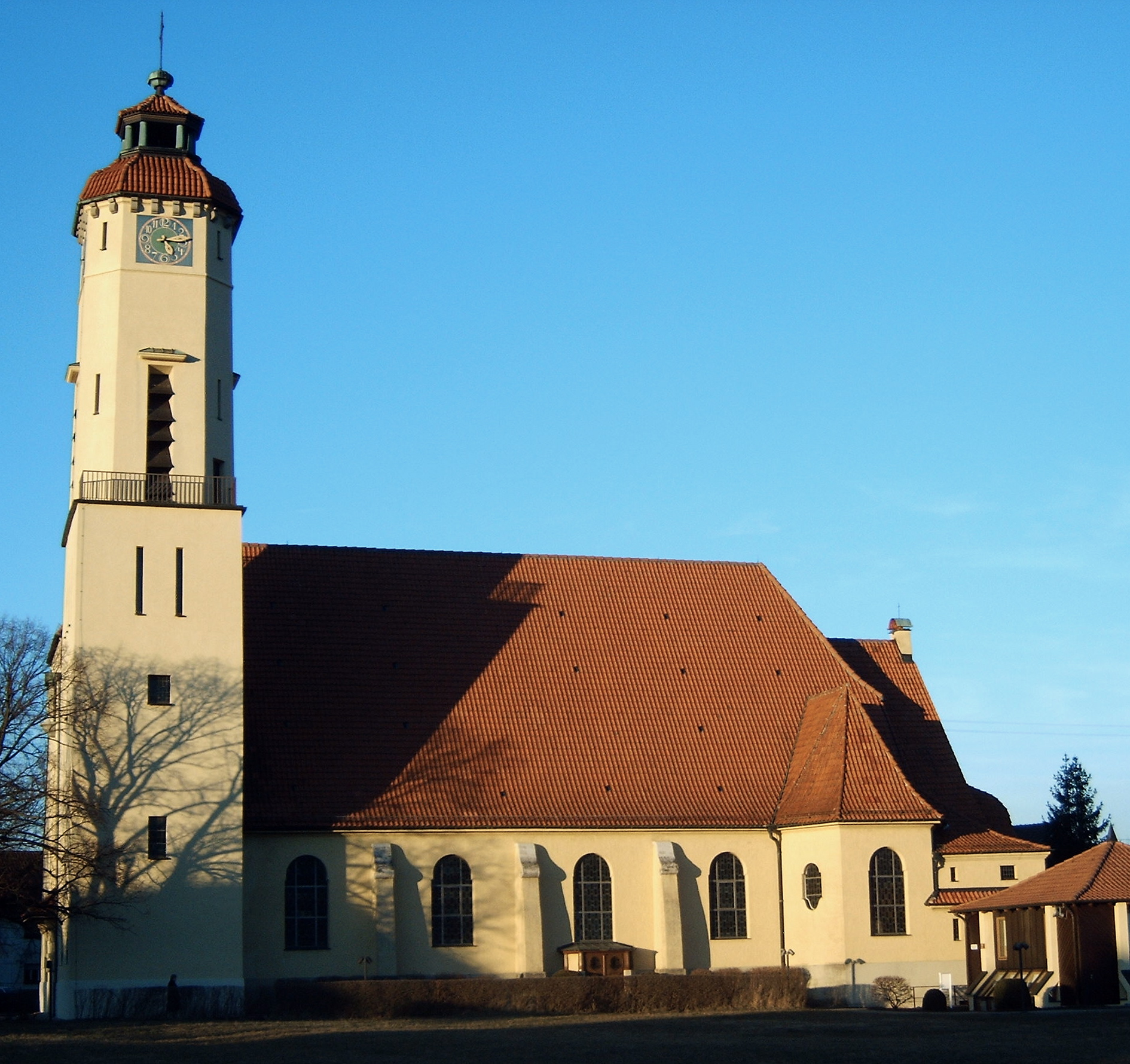
Neu-St. Cyriak in Straßdorf
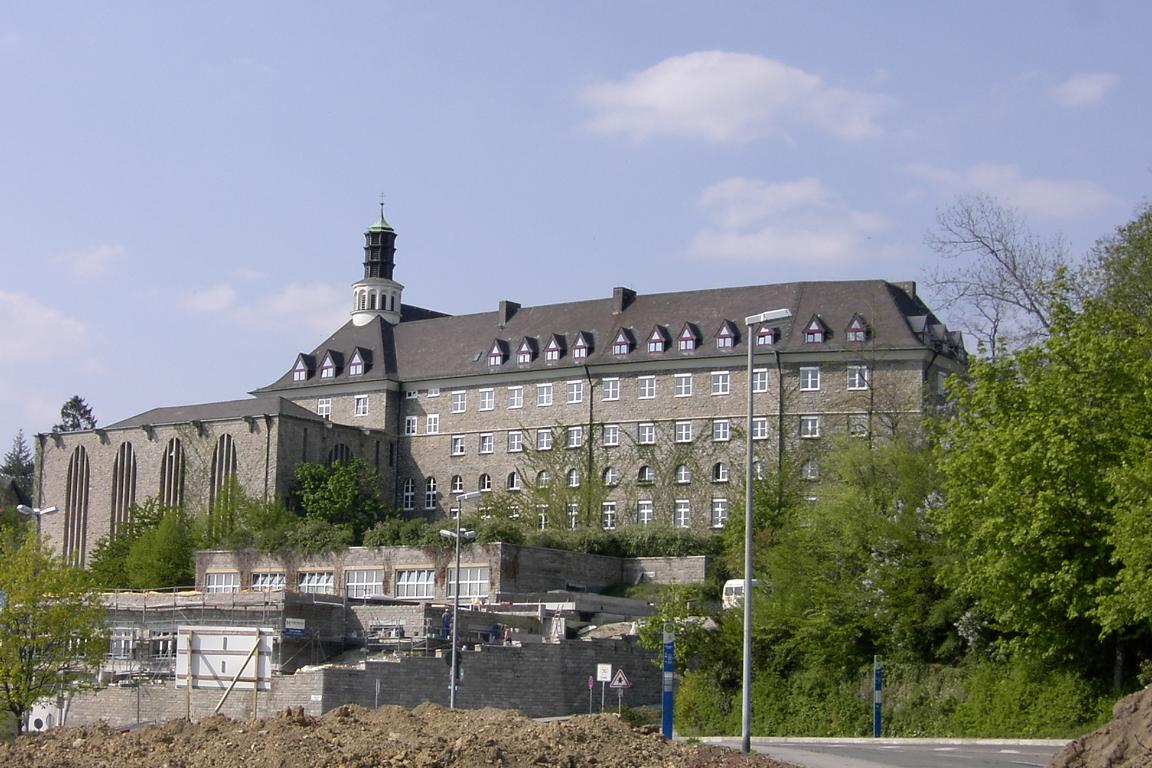
St. Paulusheim in Bruchsal
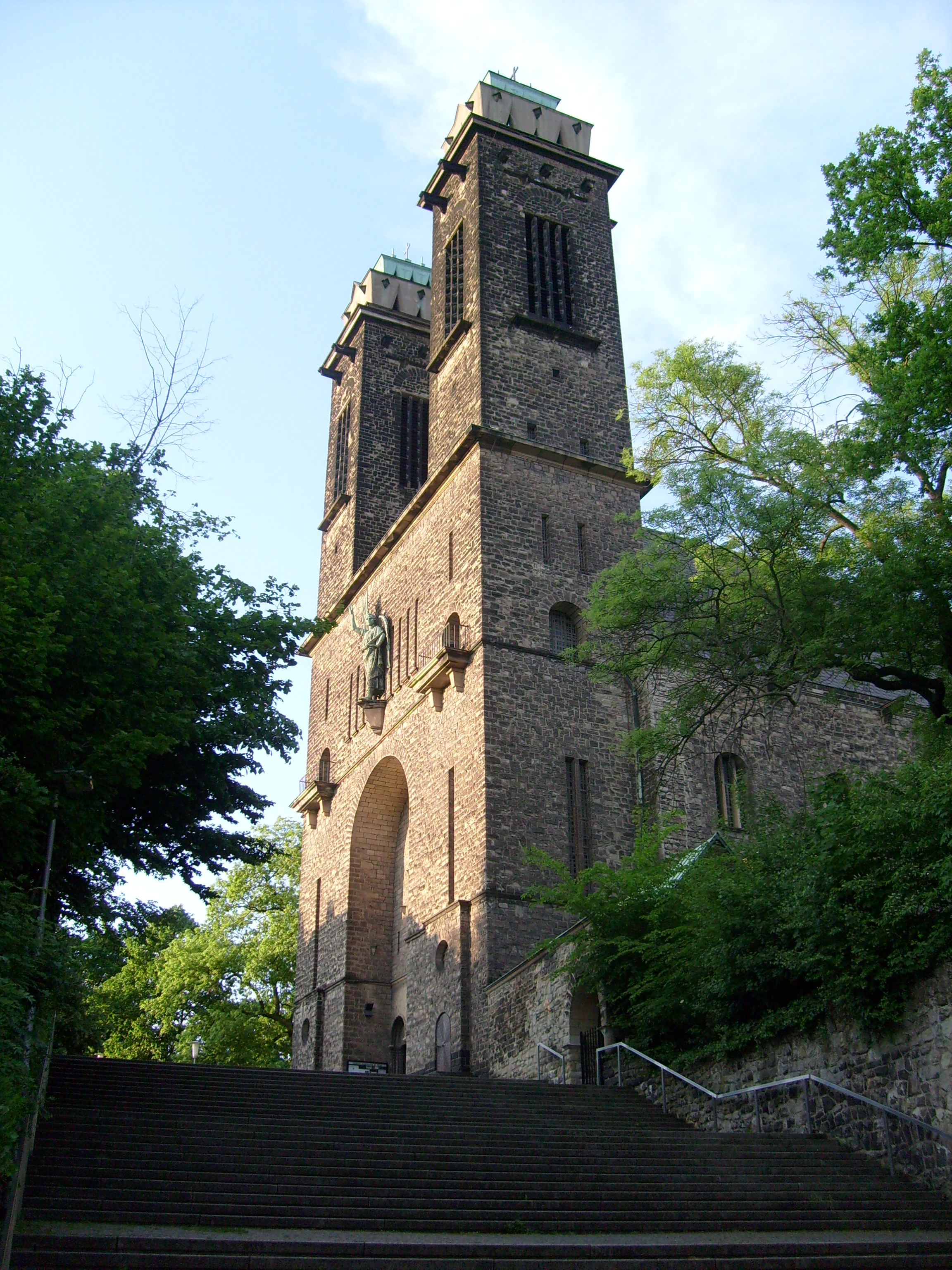
St. Michael in Saarbrücken-St. Johann
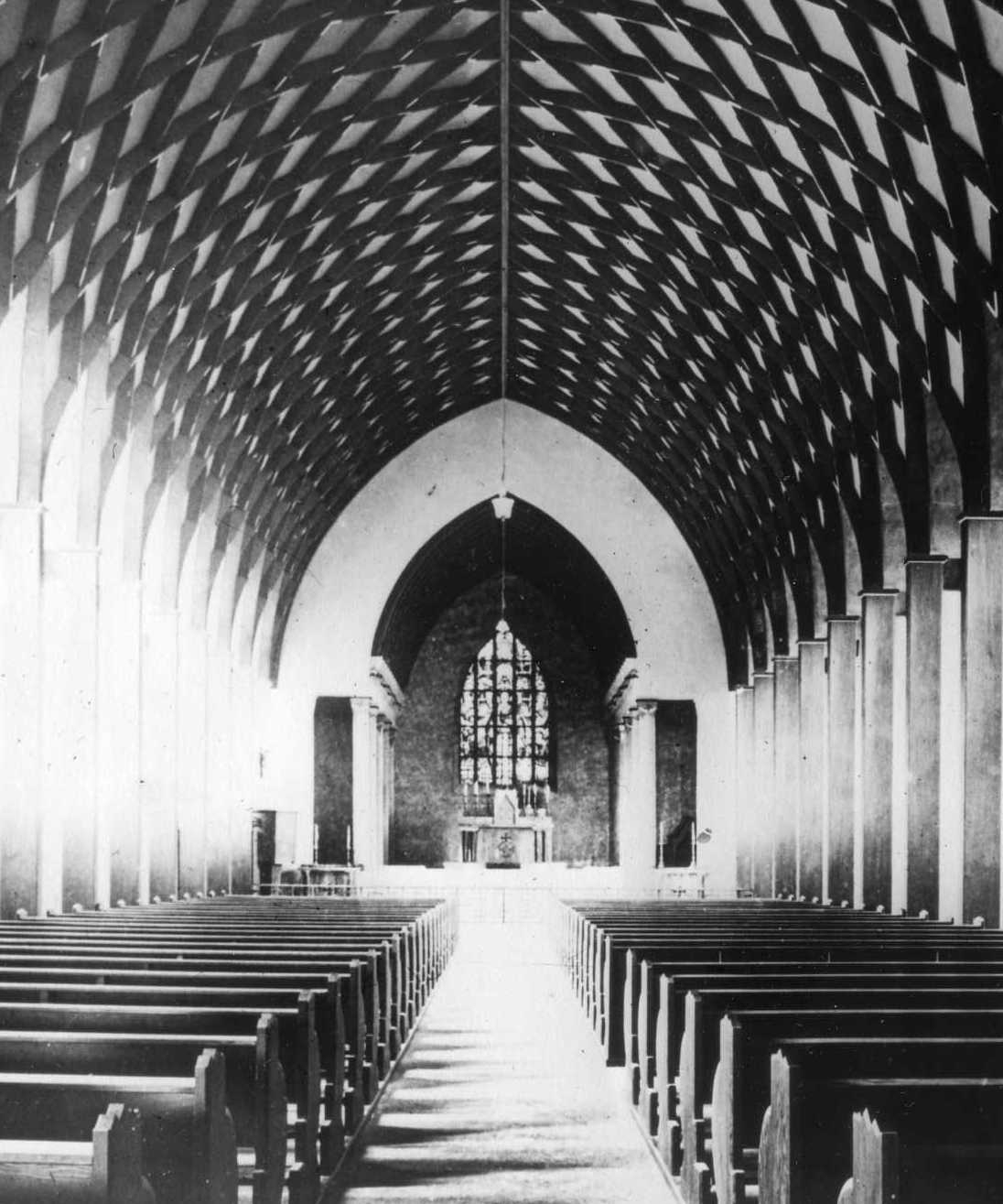
St. Augustinus in Heilbronn (Innenraum)
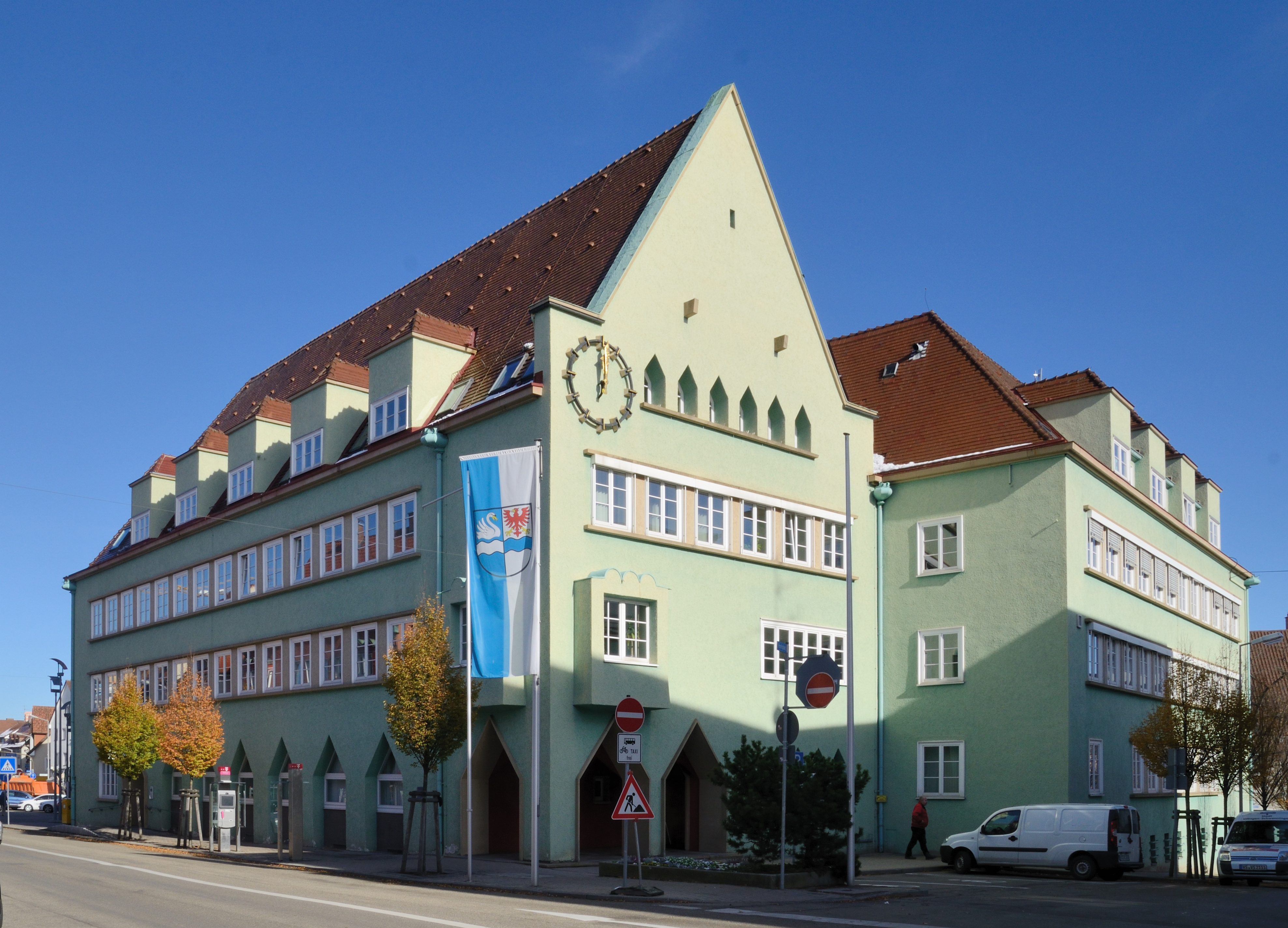
Rathaus Schwenningen
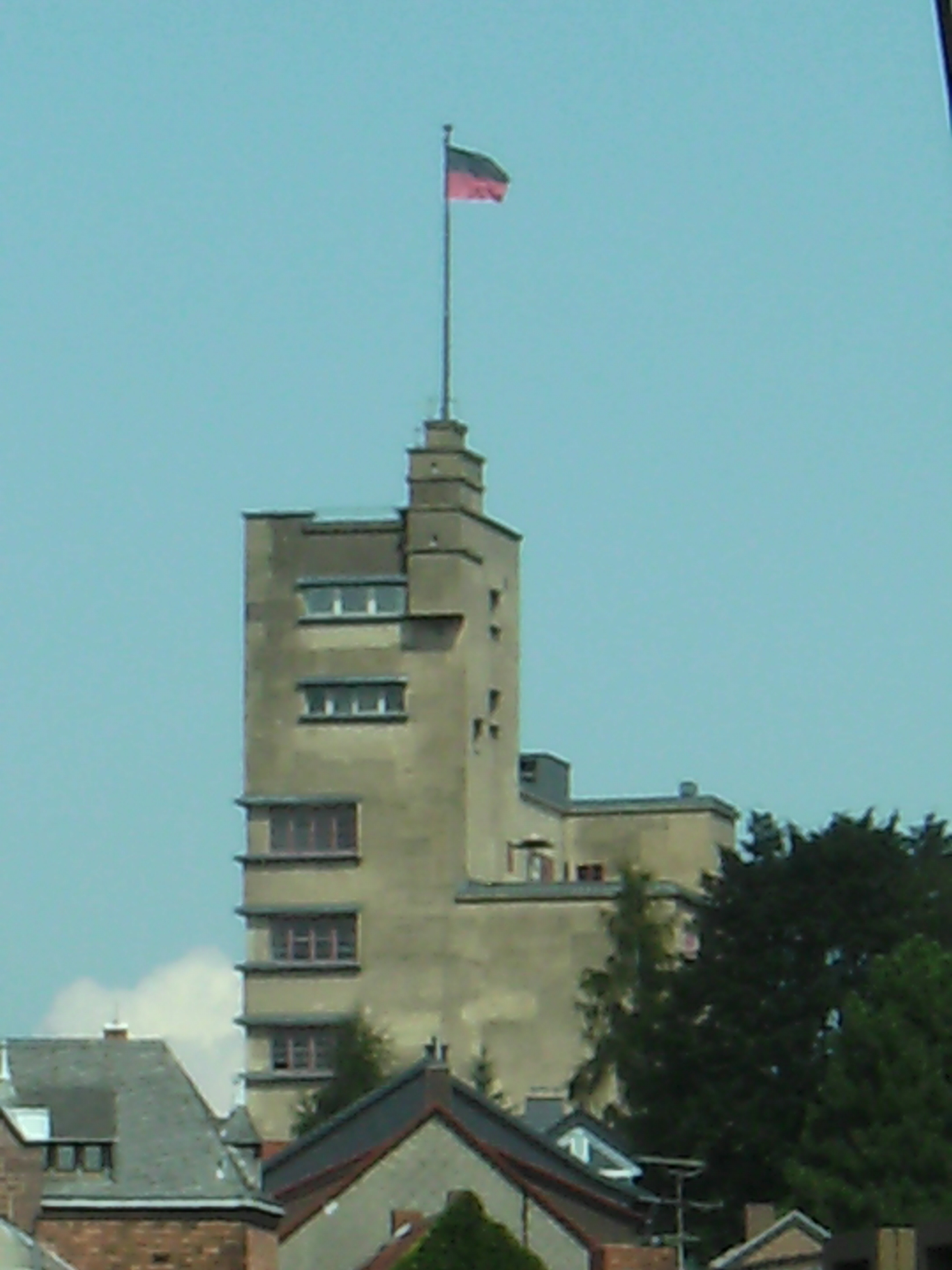
Beckerturm in St. Ingbert
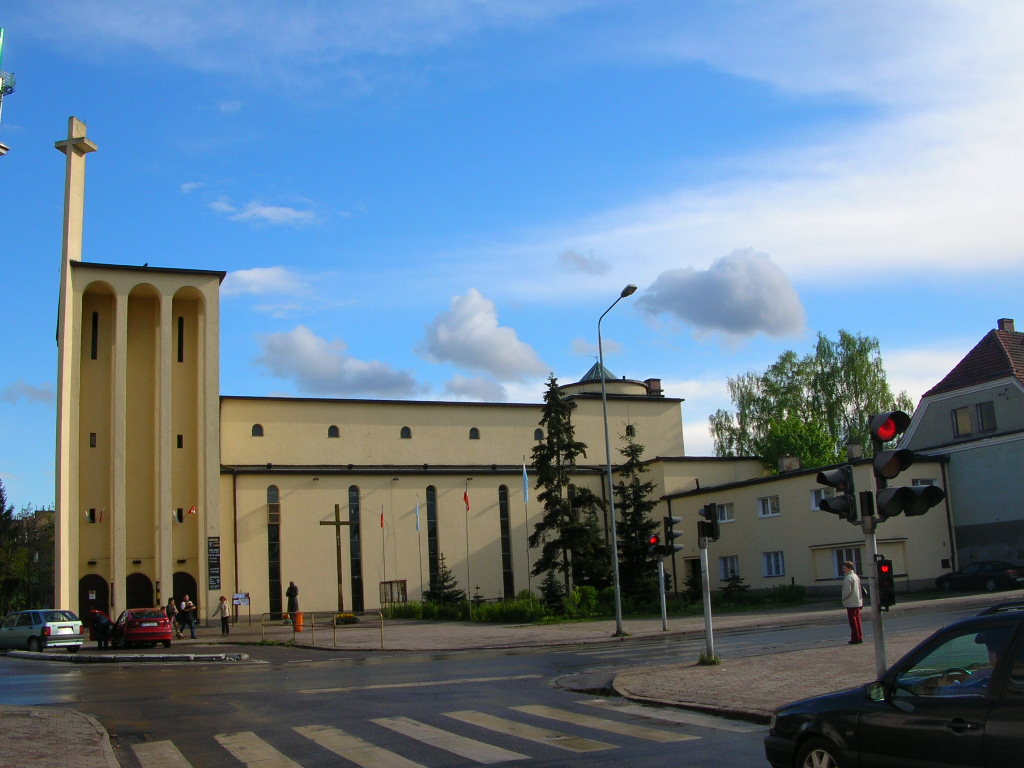
St. Antonius in Schneidemühl
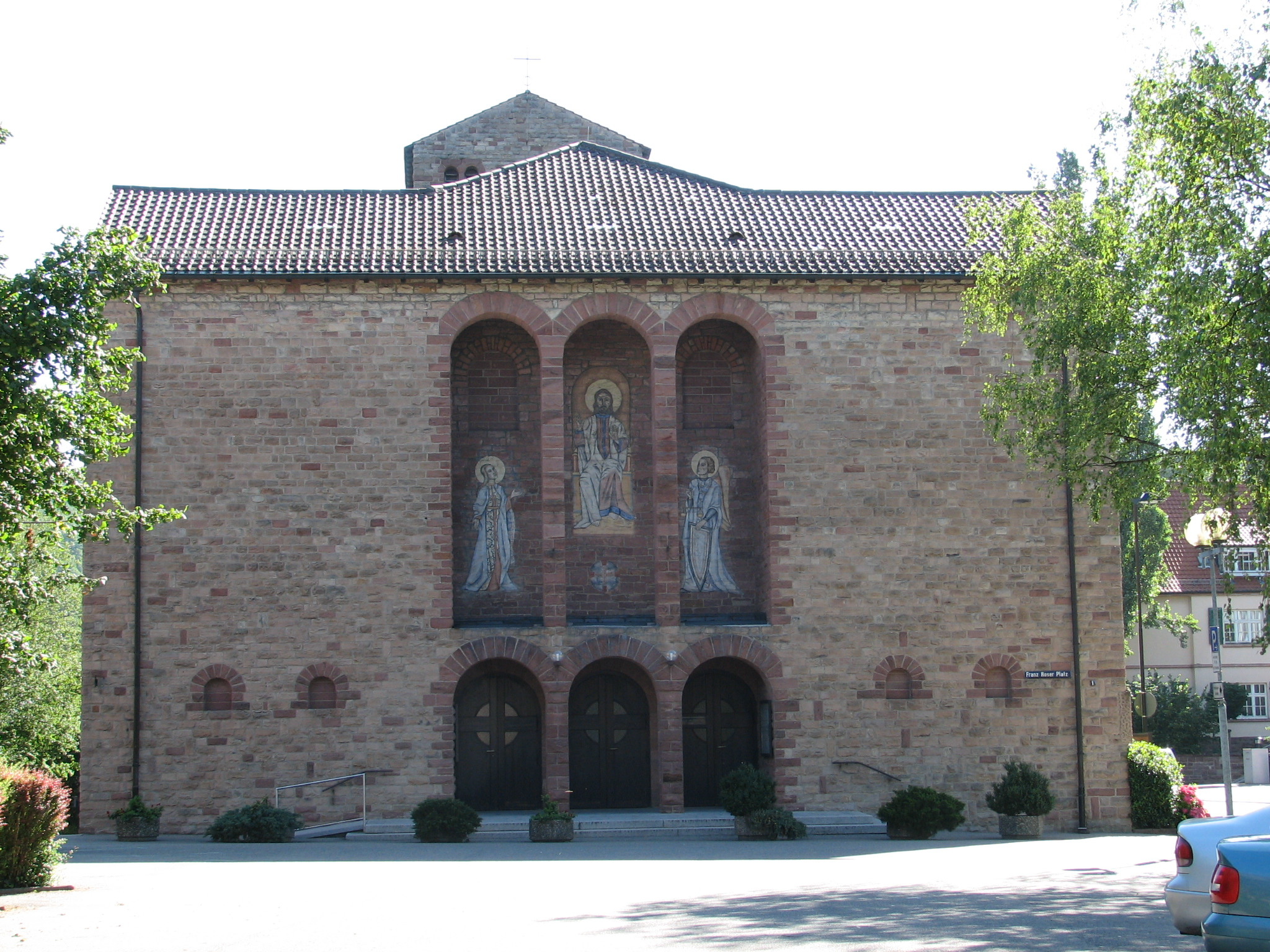
St. Cäcilia in Mosbach
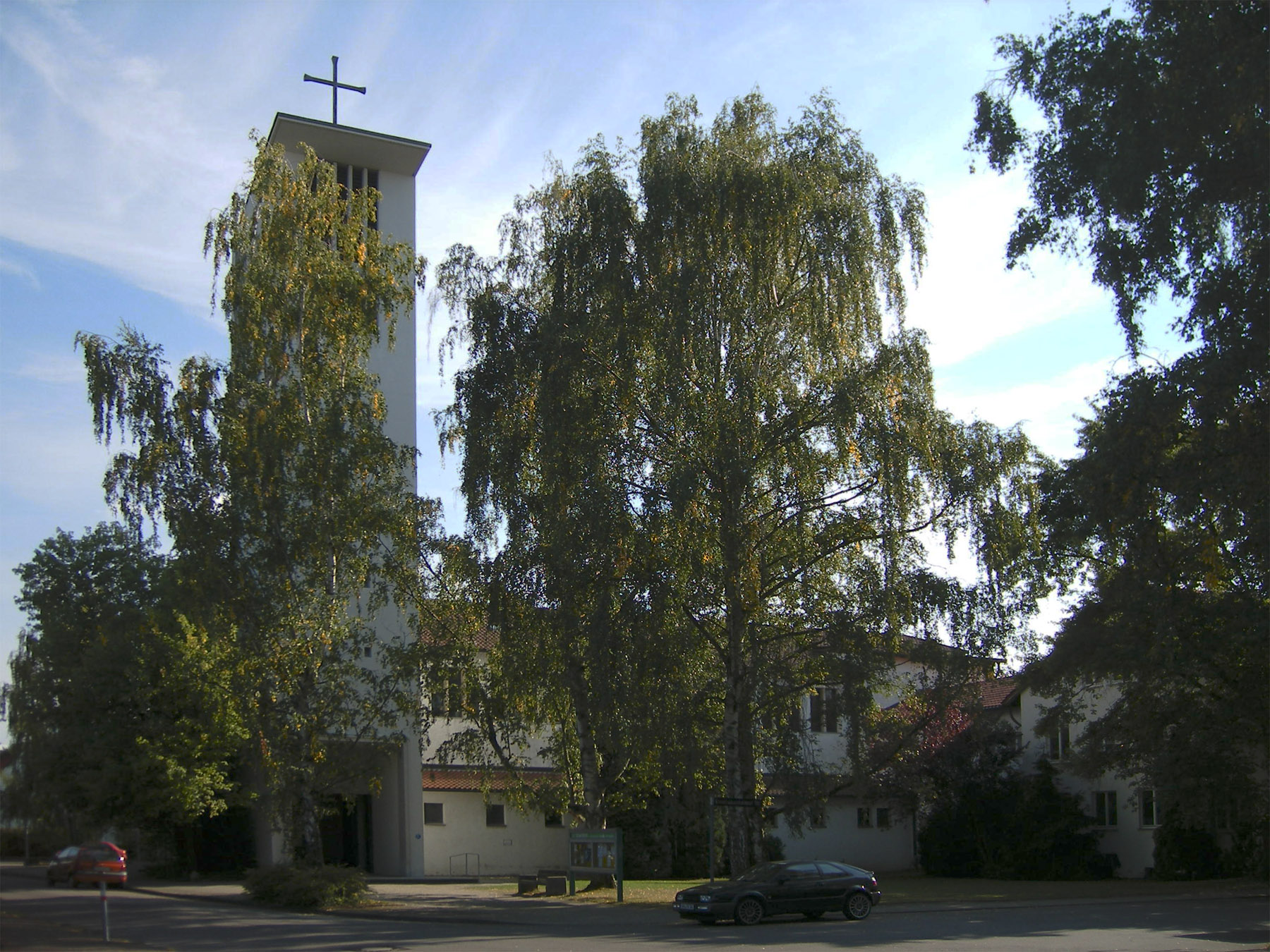
St. Michael in Stuttgart-Sillenbuch
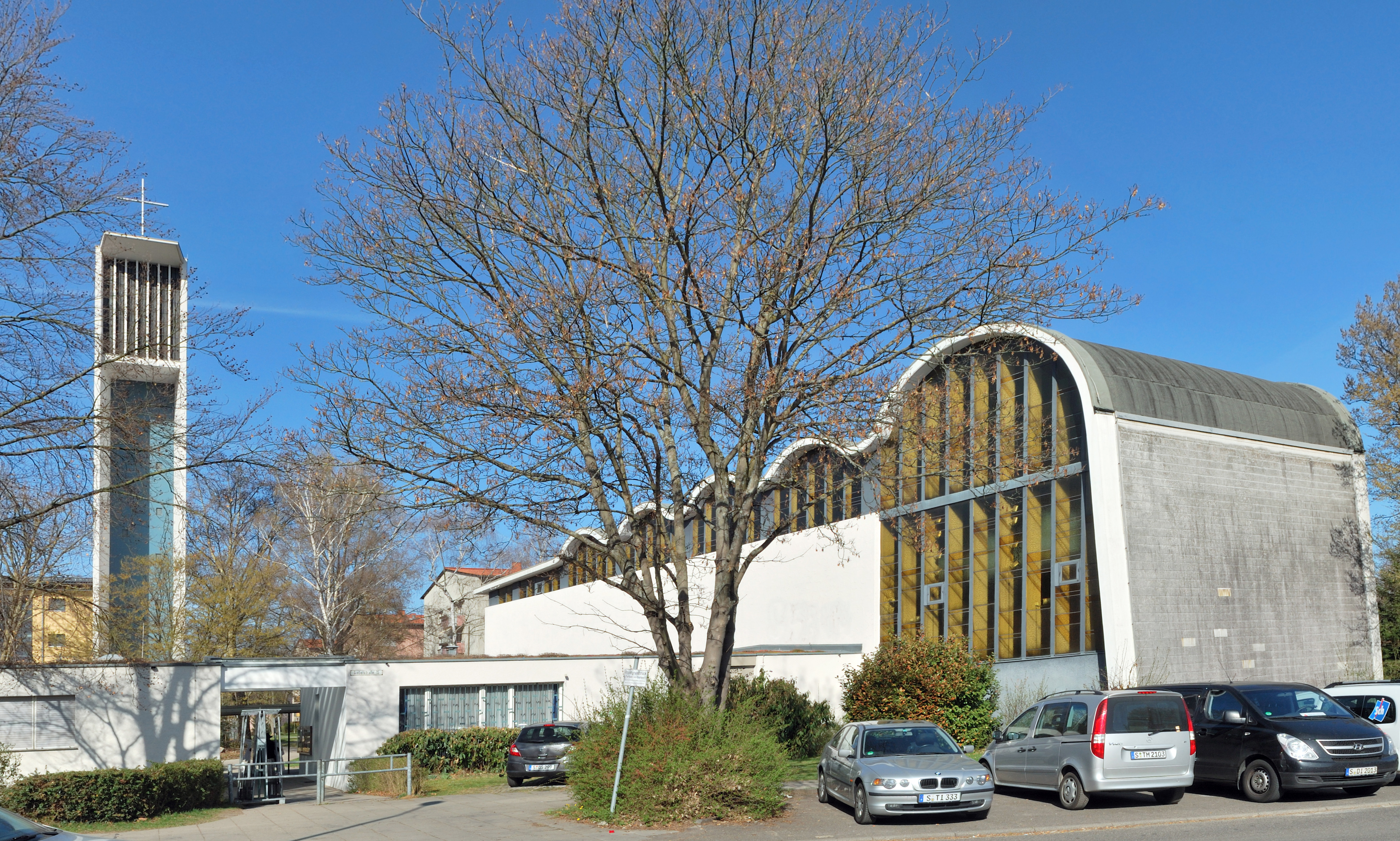
St. Salvator in Stuttgart-Weilimdorf
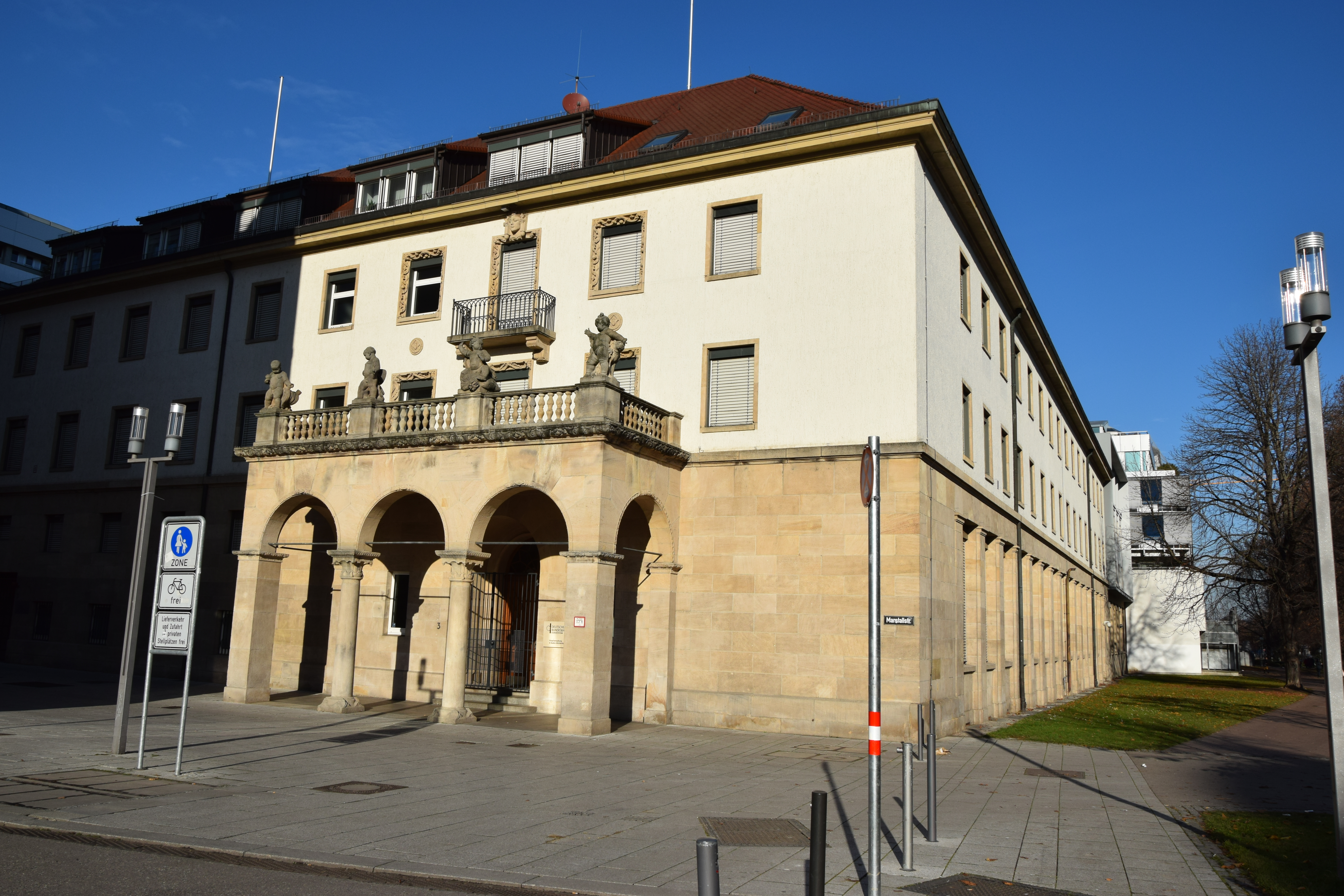
Gebäude der Hauptverwaltung der Deutschen Bundesbank in Stuttgart

## Ausstellung
- Moderne Architektur exemplarisch. Hans Herkommer (1887–1956). 27. Oktober 2010 bis 16. Januar 2011, Architekturgalerie Kaiserslautern[14]